# Credit Suisse First Boston
Credit Suisse First Boston (CSFB) est une banque d'investissement ayant pour clientèle des institutions, des entreprises, des agences gouvernementales et des particuliers.

## Histoire
First Boston Corporation (en) est une banque d'investissement créée en 1932, mais ce n'est qu'en 1978 que débute la coopération entre le Crédit suisse et First Boston.
En 1988, le Crédit suisse acquiert une participation de 44,5 % dans First Boston, par la fusion de First Boston et Credit Suisse-First Boston,, une coentreprise entre les deux groupes datant de 1978. La nouvelle entité après cette opération, prend le nom de Credit Suisse First Boston.
En 1990, le Crédit suisse monte sa participation dans Credit Suisse First Boston, de 44,5 % à 60 %.
Dès décembre 2002, au terme d'une année marquée par la suppression de 3 900 postes dans cette filiale et une perte record de 3,3 milliards de francs suisses pour la maison mère, Credit Suisse First Boston s'est vu imposer une amende de 11,4 millions de francs pour avoir entravé une enquête des autorités japonaises dans les années 1990.
En 2003, le Crédit suisse vend Pershing, une filiale de Credit Suisse First Boston, pour 2 milliards de dollars à Bank of New York.
Peu après, Credit Suisse First Boston est l'une des dix grandes banques d'investissement à avoir signé un compromis à 1,4 milliard de dollars  sur la question de l'indépendance de l'analyse financière, via l'accord amiable d'avril 2003, avec la SEC et l'association des courtiers américains.
En 2006, la marque Credit Suisse First Boston disparait, à la suite d'une restructuration du Crédit suisse,.
La Haute Cour irlandaise a fait référence aux publicités de Credit Suisse First Boston dans un jugement rendu en février 2013. Le juge Michael Moriarty a déclaré que si le volume des documents produits par les Revenue Commissioners dans le cadre d'une demande d'enquête sur les comptes bancaires offshore d'évasion fiscale pouvait être « quelque peu excessif », il concernait des questions qui avaient été débattues dans tous les médias, y compris « la conduite des institutions bancaires en Irlande et ailleurs, comme l'illustre la série de publicités de Credit Suisse First Boston dans l'Irish Times ».
Le 27 octobre 2022, le Credit Suisse a annoncé son intention de restructurer sa banque d'investissement en transférant ses activités de marchés des capitaux et de conseil à une banque indépendante nouvellement créée, CS First Boston. Le 30 octobre 2022, le Credit Suisse a reflété « CS First Boston » comme nom de sa division de banque d'investissement. UBS a entamé le processus d'acquisition du Credit Suisse en mars 2023. En 2024, le Credit Suisse First Boston a cessé d'exister.

## Activités
- Placement en valeurs mobilières
- Achats et ventes
- Services bancaires d'investissement
- Épargne en actions
- Services de conseils financiers
- Recherche en investissement
- Capital-risque
- Services de courtage
- Gestion d'actifs

## CSFB dans le monde
CSFB était présent sur les six continents dans trente-sept pays et comptait quatre-vingt-neuf sites au total. Il possédait une filiale aux îles Caïmans (paradis fiscal) : Credit Suisse First Boston (Cayman) Limited.

## Organisation
CSFB constituait une division opérationnelle du Crédit suisse (basé à Zurich), l'une des principales sociétés de services financiers au monde. Il est organisé autour de quatre unités d'exploitation principales : services bancaires d'investissement, valeurs mobilières, services financiers (qui comprend Credit Suisse Asset Management, CSAM) et Finance, administration et opérations (FA&O).